# Oldřich Černík
Oldřich Černík (27 octobre 1921 – 19 octobre 1994) est une personnalité politique communiste tchécoslovaque. Il est Premier ministre de la Tchécoslovaquie du 8 avril 1968 au 28 janvier 1970.

## Biographie
Dirigeant du parti et technocrate réputé, Černík est un fervent partisan des réformes du Printemps de Prague de 1968. En août 1968, il est contraint de se rendre en Union soviétique avec d'autres hommes politiques et, à son retour, il demande au peuple tchèque de coopérer avec l'Union soviétique mais promet de poursuivre les réformes. Après que le chef du parti Alexander Dubček ait été remplacé par Gustáv Husák en 1969, Černík prend publiquement ses distances avec son précédent soutien à la réforme. Cela ne suffit pas à l’empêcher d’être contraint de quitter son poste de Premier ministre en 1970 ; il est expulsé du parti peu de temps après. Il tente un retour politique au début des années 1990 après la fin du régime communiste. En 1994, il survit à un grave accident de voiture ; peu de temps après, il décède à Prague d'un arrêt cardiaque. Son portrait funéraire au cimetière de Vyšehrad est réalisé par Jitka Malovaná.